# Vladimír Drápal (galerista)
Vladimír Drápal (* 27. března 1964 Louny; zvaný Lábus) je kurátor, občanský aktivista, regionální politik, vydavatel a publicista. Před rokem 1989 byl aktivní v disentu, poté se angažoval na nejrůznějších úrovních v kultuře. Založil rockové kluby Mandarin (1992–1997) a Opera (1999–2002), v letech 2003–2018 byl ředitelem Vrchlického divadla v Lounech. Od roku 2019 pracuje jako kurátor a produkční Galerie města Loun a zabývá se pořádáním kulturních akcí. V roce 2001 založil vydavatelství nezávislé kultury Guerilla Records, které vydává zejména alternativní rock a undergroundovou hudbu.

## Život

### Profesní kariéra

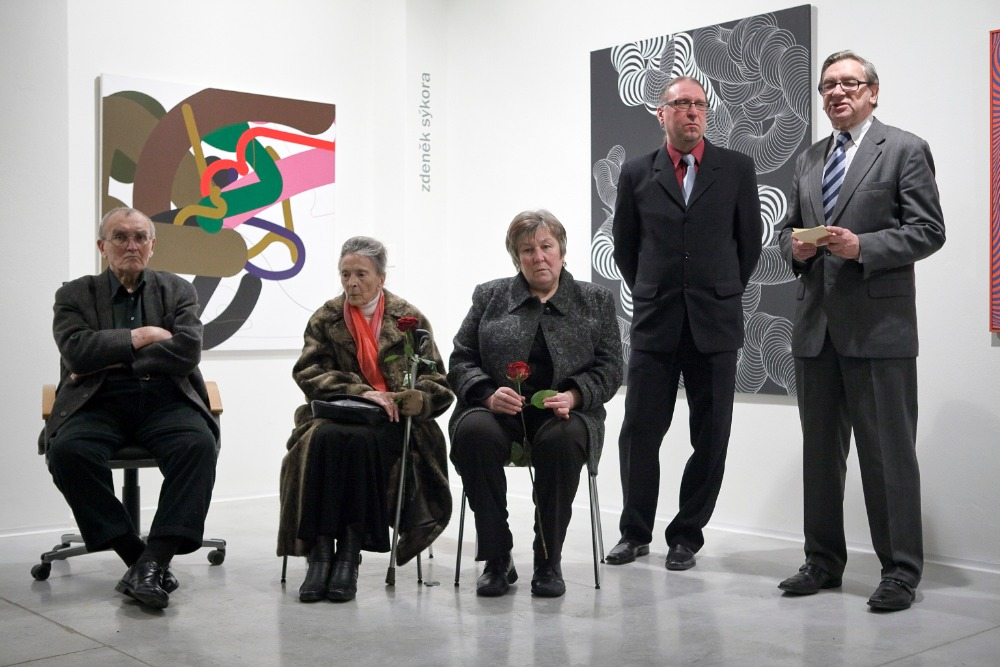
Otevření Galerie města Loun 10. 12. 2010. Zleva malíř Zdeněk Sýkora, vdova po malíři Kamilu Linhartovi Věra Linhartová, dcera Vladislava Mirvalda Věra Mirvaldová, Vladimír Drápal, Jan Sekera

V roce 1983 maturoval na Střední zemědělské technické škole v Žatci, poté pracoval jako agronom v Agrochemickém podniku Louny (1983–1990). V roce 1990 nastoupil jako dramaturg do Městského kulturního zařízení Luna. Od roku 1991, už jako osoba samostatně výdělečně činná, provozoval knihkupectví se soukromou galerii a rockový klub Mandarin. V letech 1995–1998 pracoval jako ředitel Kina Svět, pak vedl rockový klub Opera a prodejnu s vegetariánskou stravou. Roku 2002 vyhrál výběrové řízení na funkci obnoveného Vrchlického divadla, které řídil až do roku 2018. V roce 2010 inicioval založení Galerie města Loun, orientované především, ale nejenom na tvorbu moderních umělců spjatých nějakým způsobem s Louny. Pod jeho vedením se zrekonstruoval Kulturní dům Zastávka. Obě tyto instituce se posléze zařadily pod příspěvkovou organizaci Vrchlického divadlo. K 31. prosinci 2018 na vlastní žádost z vedení těchto organizací odešel.
Během jeho působení navštívilo ve Vrchlického divadle 2594 akcí 447 670 diváků. Roku 2010 obhájil na Univerzitě Jana Amose Komenského v Praze bakalářskou práci na téma Subkultury: prostředí undergroundu jako prostoru svobody a svobodného umění; o dva roky později absolvoval magisterské studium na téže škole diplomovou prací Vrchlického divadlo v Lounech jako kulturní instituce menšího města. Od roku 2019 pracuje jako kurátor a produkční Galerie města Loun a zabývá se pořádáním kulturních akcí (koncerty, výtvarné výstavy). V roce 2001 založil vydavatelství nezávislé kultury Guerilla Records, které vydává zejména alternativní rock a undergroundovou hudbu. Vyšlo zde dosud více než 160 titulů na CD a DVD.

### Působení v undergroundu a komunální politice

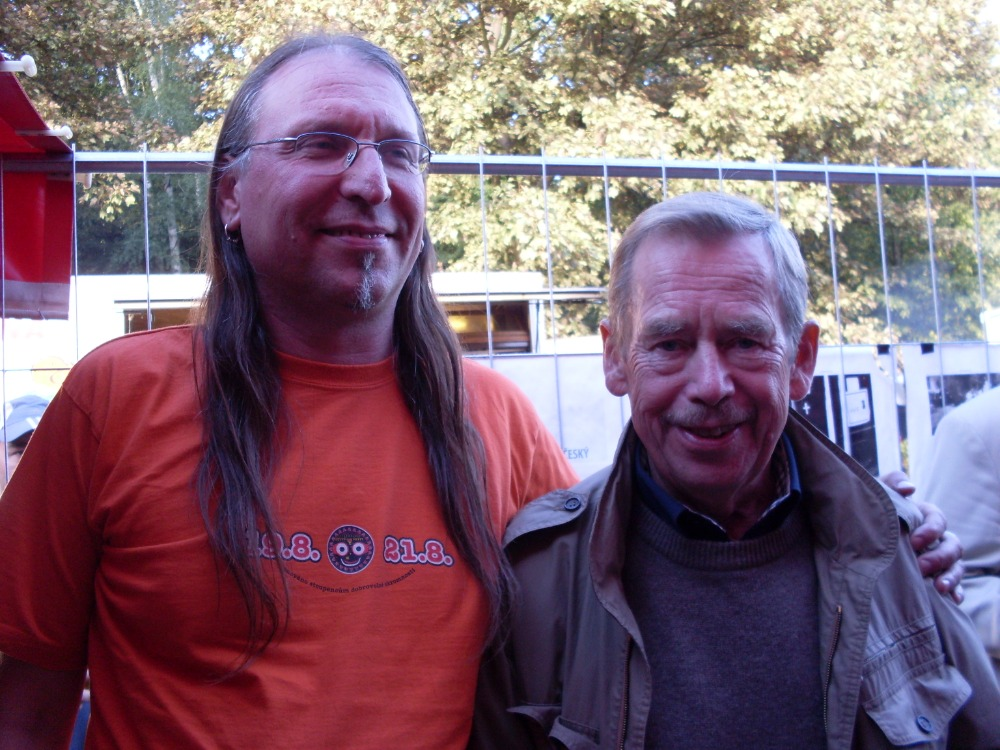
S Václavem Havlem v roce 2009

Narodil se v politicky konformní rodině. Jeho stejnojmenný otec (1939–1987) byl v letech 1976–1987 předseda Městského národního výboru v Lounech, matka Marta rozená Macková učila na základní škole český jazyk a dějepis. Její otec Bohuslav Macek působil v letech 1953–1963 rovněž jako předseda Městského národního výboru v Lounech. Drápalovo světonázorové přesvědčení však bylo zcela jiné. V 80. letech udržoval blízké kontakty s lidmi z okruhu Charty 77. Podílel se na organizování tajných koncertů, distribuci samizdatových tiskovin a nahrávek, podpoře nespravedlivě vězněných, publikoval v undergroundových magazínech, jako např. Vokno či INFOCH. V té době vznikla jeho přezdívka Lábus. 

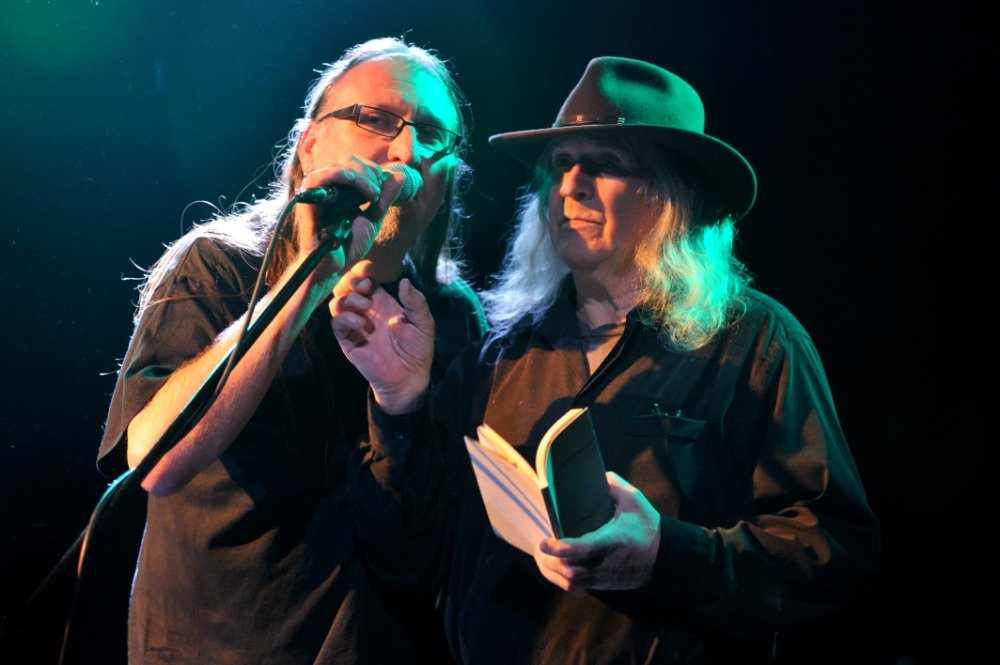
S Ivanem Martinem Jirousem v roce 2011

Státní bezpečnost na něj v červnu 1987 založila svazek v kategorii prověřovaná osoba, který ještě téhož roku převedla do kategorie nepřátelská osoba II. stupně. Dne 6. září 2017 obdržel od Ministerstva obrany České republiky Pamětní odznak účastníka odboje a odporu proti komunismu.
Drápal se v neděli 26. listopadu 1989 účastnil v Lounech zakládající schůzky aktivistů, z níž posléze vzniklo místní Občanské fórum. Zprvu působil v jeho kulturní komisi, posléze přešel do tiskové, která vydávala Zpravodaj OF. V listopadu 1990 kandidoval za Lounskou občanskou koalici v obecních volbách. Byl zvolen a v období 1990–1994 byl členem zastupitelstva města Loun. V letech 1991–1992 zasedal v redakční radě lounského kulturně-politického měsíčníku Aréna – Bez bázně a svobodní, kterému poskytl rozhovor i Václav Havel. Drápal zůstal i nadále občanským aktivistou, organizuje demonstrace proti establishmentu a účastní se protestního hnutí Milion chvilek pro demokracii. Od roku 2018 je členem kulturní komise, poradního orgánu rady města Loun.
Ve volbách do Senátu PČR v roce 2020 kandidoval jako nestraník za ODS, TOP 09, KDU-ČSL a Klub angažovaných nestraníků v obvodu č. 6 – Louny. „Budu-li zvolen senátorem, budu se tam chovat tak, jak mluvím a mluvit tak, jak se chovám. Trvám na jednotě slov i činů. Nechci být neviditelný, nechci mít senátorství jako další funkci. Chci pomáhat našemu regionu a budu bránit všem, kteří se snaží naši budoucnost vyměnit za pár korun. Ocitl jsem se v disentu, protože jsem se nikdy nebál říkat věci tak, jak jsou. Moje postoje zůstaly neměnné po celý život bez ohledu na režim, v jakém jsem žil. Vždy jsem chtěl spravedlnost a svobodu pro všechny. Slibuji, že se v Senátu nezměním,“ uzavřel Drápal. V prvním kole získal 20,63 % hlasů, a postoupil tak ze 2. místa do druhého kola, v němž prohrál s kandidátem hnutí STAN Ivem Trešlem poměrem hlasů 41,60 % : 58,39 %, a senátorem se tak nestal.
S platností od 11. ledna 2021 byl Drápal jmenovaný místopředsedou výboru pro kulturu a památkovou péči Zastupitelstva Ústeckého kraje.

### Osobní život
Jeho první manželkou byla Jolana rozená Volkmannová, s níž má syna Ondřeje. Druhou manželkou je Věra Drápalová (* 1970), sociální pracovnice a fotografka.

### Publikační činnost

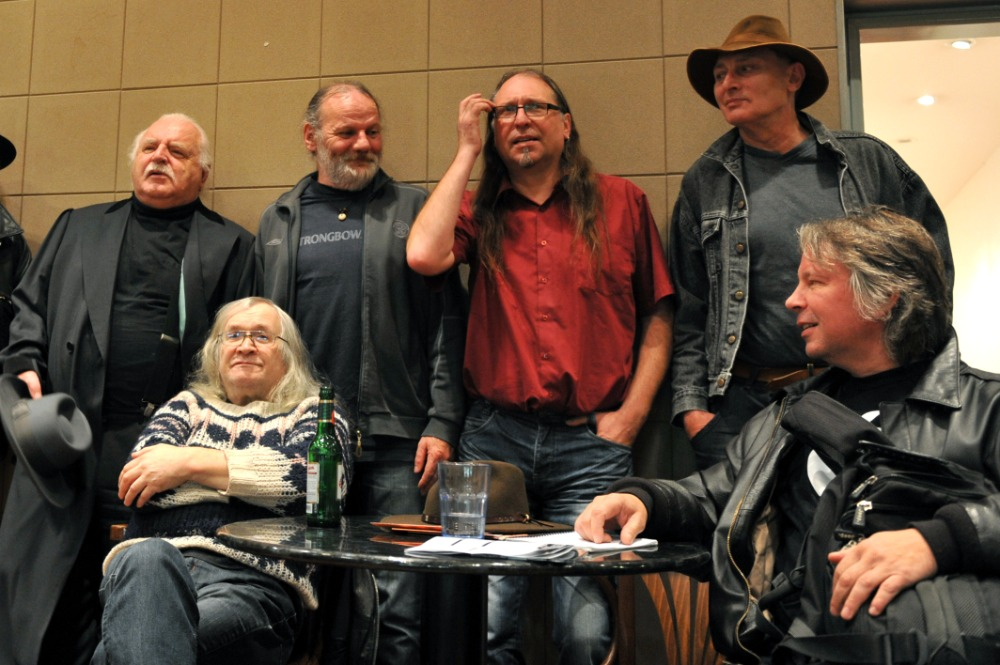
Stojící zleva: Milan Knížák, Milan Padevět, Vladimír Drápal, Pavel Zajíček. Sedící Ivan Martin Jirous, Tomáš Schilla, 2011

Drápal publikuje v celostátním i regionálním tisku: v Lounském Pressu, Svobodném hlasu, Lounském a žateckém deníku, Xantypě, Salonu Práva, Kulturním magazínu UNI, Voknovinách, Babylonu, Mašurkovském podzemném, Ateliéru, Rock & Popu, Revolver Revue, Uších a Větru, Divadelních novinách.
Některé z jeho rozhovorů s významnými osobnostmi kulturního života vyšly např. v publikacích:
- Zdeněk Sýkora, Rozhovory, Praha 2009, ISBN 978-80-86990-87-3
- Rozhovory Revolver Revue, Revolver Revue 2016, ISBN 978-80-87037-84-3
- Všechno nejlepší – tisíc čísel a dvacet let Salonu Práva, Praha 2018, ISBN 978-80-7227-405-5
- Ivan M. Jirous, Magorova oáza, Torst 2019, ISBN 978-80-7215-587-3

## Galerie

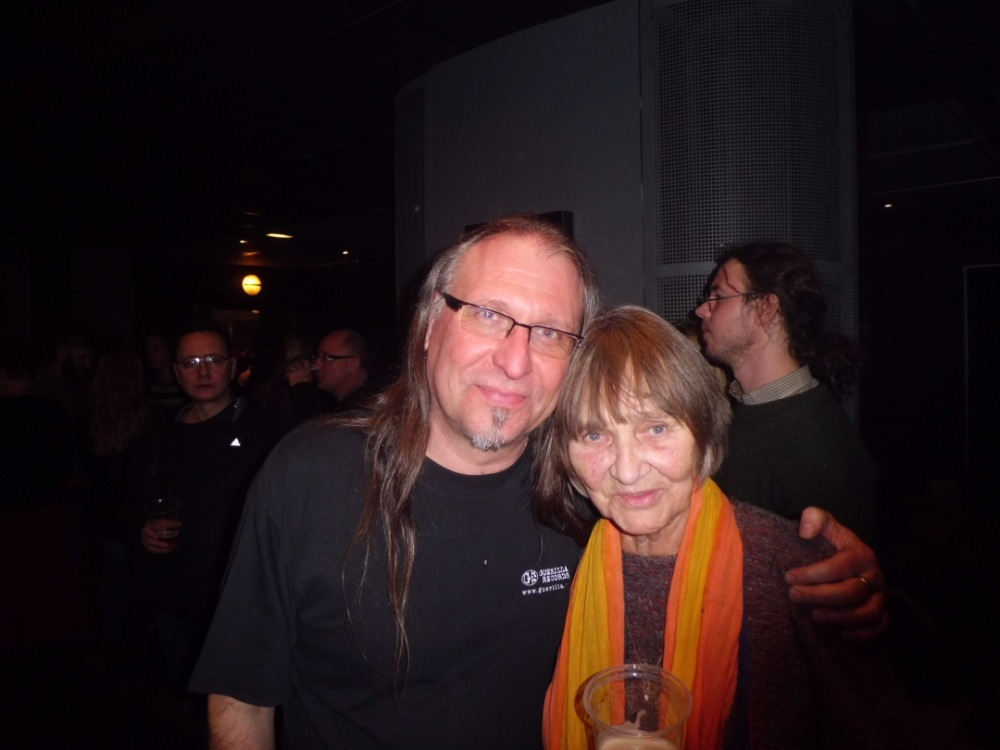
S Danou Němcovou v roce 2012
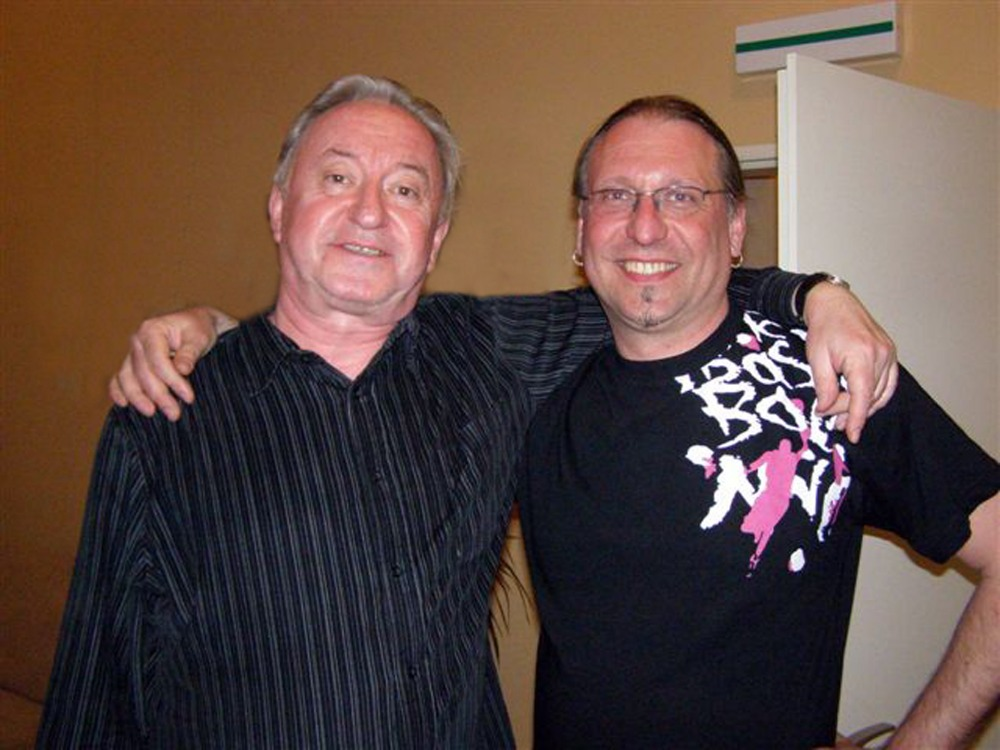
S Jiřím Lábusem v roce 2011
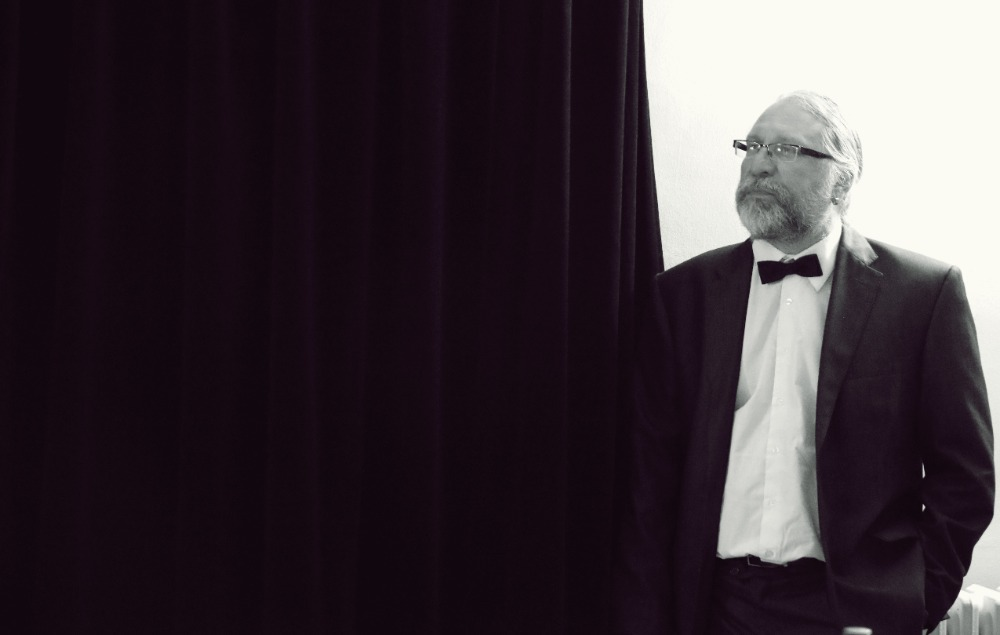
Drápal jako ředitel divadla v roce 2016

#### Videodokumenty o Vladimíru Drápalovi
- Fenomén underground, Česká televize 2014
- Revue 333, Česká televize 2015
- Uchem jehly, Česká televize 2017
- Paměť národa – Mgr. Vladimír Drápal, 2017
- Tváře vzdoru – projekt Post bellum

#### Rozhovory s Vladimírem Drápalem
- Jan Brabec: Z vyvrhele ředitelem, Respekt 10. 11. 2007
- Vladimír Drápal: Jak se říká, každého pověřil bůh nějakým úkolem, Full Moon 21. 3. 2013
- Jednou underground, vždycky underground. Jak se "Lábus" Drápal zeptal prezidenta a pak na něj naplivali, neovlivni.cz 14. 10. 2016
- V divadle je někdy víc platný topič než ředitel, MF Dnes 28. 12. 2018
- Nepráskl jsem naštvaně dveřmi, iDnes.cz 4. 1. 2019
- Před 30 lety. Vladimír Drápal se stýkal s disidenty a co psalo Rudé právo Seznam zprávy, listopad 2019
- Novou krev s díky odmítám Kulturní magazín UNI, prosinec 2019